# Jaime Rodríguez Salazar
Jaime Rodríguez Salazar MCCJ (* 15. Juni 1939 in La Luz, Michoacán) ist ein mexikanischer Ordensgeistlicher und emeritierter Bischof von Huánuco in Peru.

## Leben
Jaime Rodríguez Salazar trat der Ordensgemeinschaft der Comboni-Missionare bei, legte am 9. September 1965 die Profess ab und empfing am 3. Juli 1966 die Priesterweihe.
Papst Johannes Paul II. ernannte ihn am 16. Dezember 2004 zum Bischof von Huánuco. Die Bischofsweihe spendete ihm der Erzbischof von Arequipa, José Paulino Ríos Reynoso, am 3. April des nächsten Jahres; Mitkonsekratoren waren Erzbischof Rino Passigato, Apostolischer Nuntius in Peru, und Pedro Ricardo Barreto Jimeno, Apostolischer Vikar von Jaén.
Am 12. Mai 2016 nahm Papst Franziskus seinen altersbedingten Rücktritt an.